# Sechs Lieder (Hensel-Mendelssohn, opus 9)

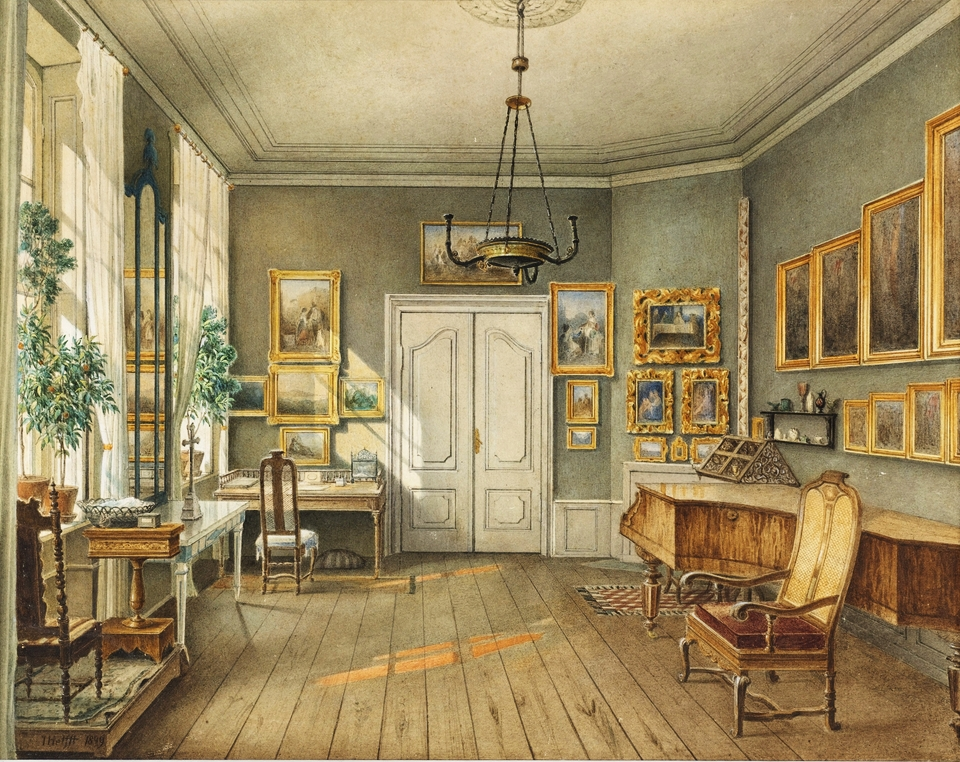
Fanny's muziekkamer aan de Leipziger Strasse in Berlijn, schilderij van Julius Helfft uit 1849

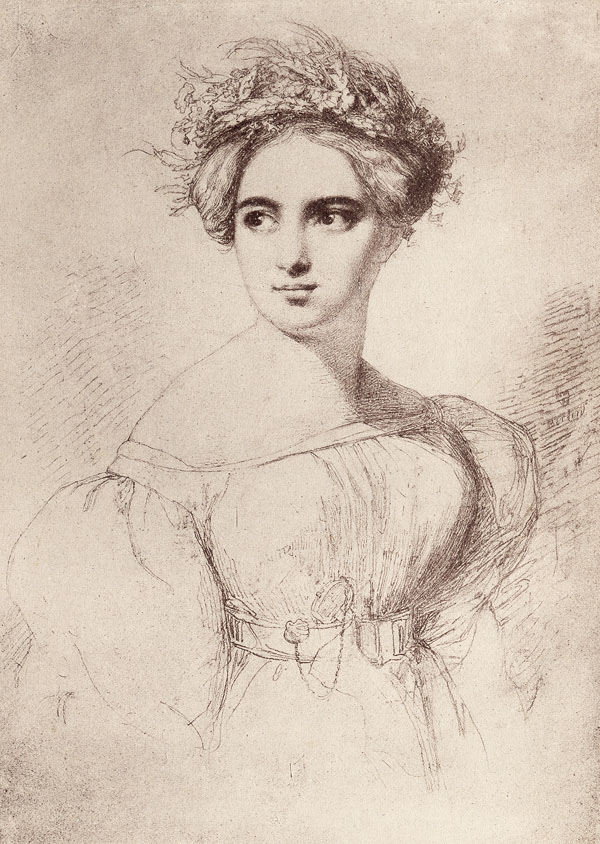
Fanny Hensel (Getekend in haar huwelijksjaar 1829 door haar echtgenoot Wilhelm Hensel)

De Sechs Lieder opus 9 van Fanny Hensel-Mendelssohn is een postuum in 1850 uitgebrachte liederencyclus voor stem en piano. De liederen zijn geschreven op basis van gedichten van Duitse tijdgenoten als Goethe (1749-1832) en Heine (1797-1856).

## Geschiedenis
Vijf maanden na het overlijden van Hensel-Mendelssohn in bracht haar broer Felix Mendelssohn Bartholdy in oktober 1847 verschillende van haar manuscripten naar zijn uitgever om deze onder haar naam te laten verschijnen. In 1850 verschenen bij Breitkopf & Härtel in Leipzig in druk Opus 8, 9, 10 en 11. De verzameling van zes liederen in Opus 9 is nauw verbonden met de reeks liederen van Felix Mendelssohns “Zwölf Lieder”, Opus 9 uit 1830. Gelet op de overeenkomsten valt niet aan de indruk te ontkomen, ondanks het duidelijk eigen karakter van Fanny’s composities, dat beiden hebben samengewerkt.

## Tekst
| Die Ersehnte Brächte dich meinem Arm der nächste Frühling! Tönten Vögel aus Blüten mir das Brautlied, Dann, dann hätt' ich Seliger Schon auf Erden Wonne des Himmels. Wonne! sie wird mir Paradiese zaubern! Wird lustwandeln mit mir in Gärten Gottes, Wird in meinen Armen gewiegt Den Frühlingsabend beflügeln. Komm, dich rufet die Sehnsuchtsträn' im Auge! Dich dies wallende Herz voll süßer Ahndung, Trübe floß' mein Leben, O Himmelsbotin, komm, es zu heitern. Ludwig Heinrich Christoph Hölty (1748 - 1776)                                                                     | De verlangde Liepen wij maar gearmd door lentedreven! Zongen vogels van bloesem en het bruidslied, Dan, dan was ik sterveling Al op aarde hemels gelukkig. Vreugde! Zij zal mij paradijzen toveren! Dan liepen wij samen in Edens tuinen, Zal in mijn twee armen gewiegd De lenteavond bezielen. Zie mijn ogen al stralen van verlangen! Voel dit kloppend hart vol zoet vermoeden, Droef verliep mijn leven, O hemelse engel, kom het verlichten.                                                                                    |
| Ferne O alte Heimat süß! Wo find' ich wieder dich? Welch ein Qual ist dies? Warum verfolgst du mich? Warum ertötest mich? O ferner Liebesschein, Glimmst wieder nach mir her? Soll dies mein Glücke sein? Mir fällt das Leid zu schwer, Wer denkt wohl meiner, wer? Bald such' ich Linderung Bei dir, o Tränenguß; Denk' dann, es ist genug, Dann denk' ich ihren Kuß Und daß ich wandern muß, Und neuer Schmerz befällt, Die arme treue Brust, Die Lieb' gefangen hält Und nicht mehr kennt die Lust Mir alles ist vergällt. F. Hensel sets stanzas 1-3 Johann Ludwig Tieck (1773 - 1853), | Verte O vaderland zo zoet! Waar kom ik jou nabij? Wat ik lijden moet? Wat achtervolg je mij? Waarom toch dood je mij? O verre liefdes schijn, Straal jij weer op mij neer? Moet dit geluk dan zijn? Ik lijd door jou te zeer, Bestaat geen meelij meer? Snel zoek ik leniging Bij jou, o, tranenstroom; Bied mij verademing, Denk dan aan jouw kus En moeten zwerven dus, En nieuwe pijn vlamt op, Bezwaart mijn arme borst, Waar ik mijn leed opkrop En waar mijn hart verdorst Van afzien gans doodop. Vertaling August Agasi, 2022 |